# 山蝰
山蝰（學名：Daboia russelii）也称罗素蝰蛇（Russell's viper），是山蝰屬的一種毒蛇，為印度四大毒蛇之一，分佈於印度次大陆及南亞一帶。18世纪苏格兰博物学、爬虫类学家帕特里克·罗素对其进行了研究。
其毒性很強，又因常見於人類聚居區，每年都有人類被咬案例。大多數咬傷發生在人類無意中踩到或試圖處理蛇時。被咬伤受害者会遭受剧烈的疼痛和内出血，救治不及时可能會因敗血症或腎臟、呼吸或心臟衰竭而死亡。大多數死亡是由於醫療救治延誤造成的，如果得到及時治療，大約 70% 的受害者能夠倖存。若護理得當，存活率可達90%。

## 特徵
山蝰最長能達166公分，分布於陸地的山蝰普遍比海島上的山蝰為長。相較其它蝰蛇而言，山蝰的體格比較幼細。學者迪馬斯（Ditmars，1937）曾撰寫一份報告，明確顯示一條「正常成年山蝰」的體型數據：

| 身體總長度 | 124公分 |
| 尾部長度   | 18公分  |
| 圍長       | 15公分  |
| 頭部寬度   | 5公分   |
| 頭部長度   | 5公分   |

山蝰頭部形狀扁平，呈三角形，與頸部有明顯分野。鼻端圓鈍，微向上翹，只有單片鼻鱗，鼻孔偏大；鼻鱗下緣碰到鼻尖，其鼻上鱗片呈彎月形，將鼻鱗與鼻尖鱗分開。其吻鱗的寬度則與吻鱗長度相等。

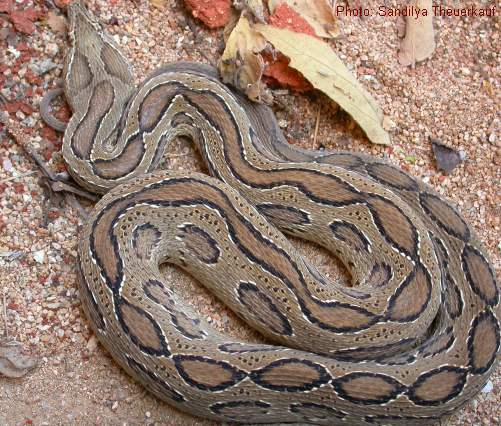
山蝰

山蝰頭頂滿佈零星細碎的不規則鱗片，眶上鱗為單片大片結構，形狀狹隘，由6至9片小鱗橫截開來。山蝰眼睛碩大，有黃色或金色的斑點，雙眼外眶各有10至15片眶鱗。另外，山蝰共有10至12片上唇鱗，當中第四及第五片明顯較為大片；有兩對頦鱗，前對較為巨大。顎骨上佈有至少兩枚、至多五至六枚的尖牙，最前的一雙尖牙是頻密使用的，其它尖牙則屬於後備性質。山蝰的尖牙長度平均約有1.6公分。
山蝰身型雖然較其它蝰蛇幼身，但體格仍屬於粗壯的，軀體的橫切面大致為圓形或管形。背鱗呈鮮明的龍骨形結構，為數約27至33片；腹鱗為數153至180片，肛鱗只有單片。山蝰尾部較短，大約只佔全身的14%，成對的尾下鱗約有41至68片。山蝰的顏色以深黃色、棕色為基調，身上有三串縱向連貫的圓點斑紋。這些圓點以白色為主，外圍有黑線圍繞。背部圓斑約有23至30塊，圓斑間大多連貫而生，也有可能會在成長過程中分離。

## 地理分布
山蝰主要分布於巴基斯坦、印度、斯里蘭卡、孟加拉國、尼泊爾、孟買、泰國、柬埔寨、中國大陆（廣西、廣東）、台灣地区及印尼。其正模標本產自印度，根據羅素（1796）研究，更準確的說法應該是印度的烏木海岸。
布朗（Brown，1973）指出山蝰亦分布於越南、寮國及蘇門答臘。迪馬斯（Ditmars，1937）亦指出蘇門答臘曾發現山蝰的蹤影。然而至今為止，對於山蝰在印尼群島的分布情形，尚未有清晰的結論。山蝰的分布狀態十分極端，在某些地區牠們極為常見（如印度的旁遮普邦西岸及山群、南印度、緬甸，與及孟加拉），同時在一些其它地區則十分罕見（如恆河流域及阿薩姆邦）。

## 棲息地
山蝰的出沒並不限制於任何環境，但似乎較傾向遠離密林地帶。山蝰常見於多草、多灌木的開放式地形，也會出沒於矮樹林及農地。山蝰最常棲息的地方是平原、沿岸低地與及山群，其所處海拔至高約限於2300至3000米。牠們會避免於潮濕的環境中出沒。另外，由於人類聚居的建築物容易滋養鼠類，這一點形成了對山蝰的吸引，令山蝰亦經常出沒於部份城市化地區；因此，一些在室外工作的人類可能會遭受山蝰的攻擊。不過，相較於眼鏡蛇及環蛇，山蝰並非屬於相當接近人類聚居地的一種蛇類。

## 生態行為
山蝰屬於陸行性，多於夜間出沒。然而，當氣候轉寒的時候，山蝰也會於日間活動。

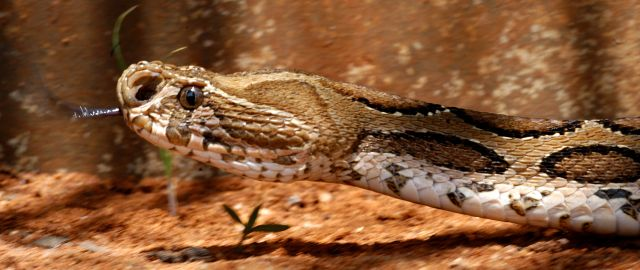
山蝰側面

成年的山蝰行動偏向遲緩，在受到威脅及挑釁時會攻擊防衛。相對於成年山蝰，幼體較為緊張，警惕性較高。
山蝰受到外界威脅時，牠們會把身體蜷成「S」狀，並仰起身體三分一的前軀，向敵人示以威嚇。牠們能爆發相當大的體能並會緊咬著對手，甚至可以將一些體型大的對手咬離地面。要徒手拿起山蝰困難，因為牠們體格強壯、身段靈活，而對於被挾持的反應更是猛烈，並會發動攻勢。牠們的咬擊可能是一發即收的，也有可能緊咬對手達數秒之久。
雖然山蝰如其它蝰蛇般並沒有熱能感測頰窩，但牠明顯地仍能對溫感有所反應，因此牠們可能有另一種形式的熱能感測器官。研究目前對這種器官的探析仍甚不足，但可發現位於山蝰鼻上氣囊的神經末梢結構，頗像其它蛇類的熱能感測器官。

## 進食習慣
山蝰主要進食齧齒目動物，尤其是鼠科生物。山蝰幼蛇多於黃昏時份活動，主要捕食蜥蜴。也有報告指它們甚至會同類相食。當山蝰成長後，鼠類便會成為其主要食物，這也解釋了為何山蝰經常出現於人類居住地，因為那裡的老鼠數量很多。

## 繁殖

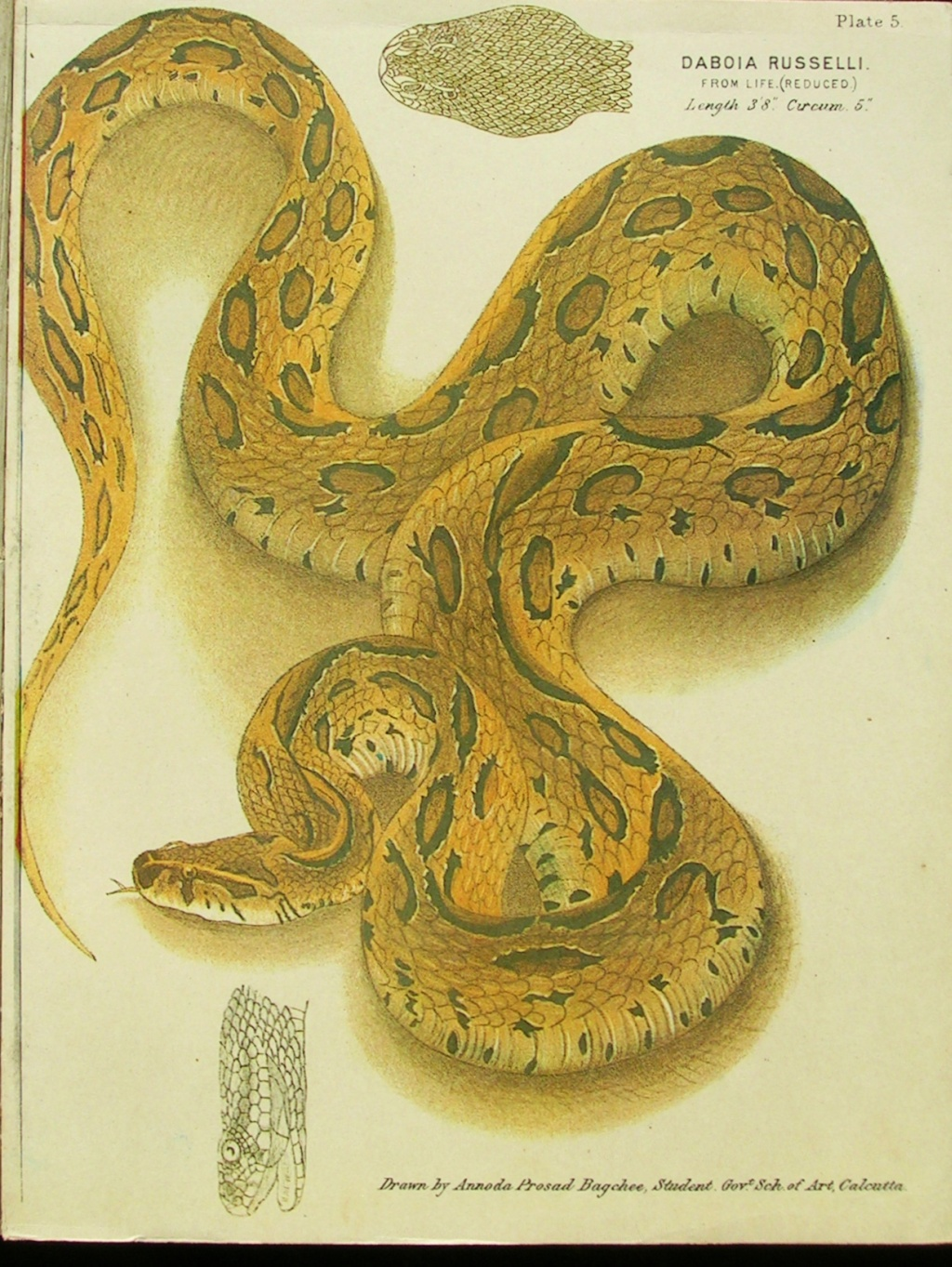

山蝰是卵胎生動物。雖然無論在甚麼時候都有機會發現懷孕的雌性山蝰，但山蝰多於每年的首數個月份內進行交配。妊娠期約為六個月，每年的五月至十一月（尤於六月及七月）時就會誕下幼蛇。山蝰屬於多產蛇類，每胎約能產下20至40條幼蛇。紀錄中最長的幼蛇為65公分，初生時平均約長21至26公分。懷孕雌性山蝰的最短紀錄為100公分，似乎達2至3歲的雌蛇已經適合懷孕，而根據某次紀錄一條雌性山蝰要誕下11條幼蛇約需時4.5小時。

## 關於飼養
山蝰是相當容易飼養的蛇類，只需要一個小水盤與盒子作為棲息空間。山蝰幼蛇主要進食小型老鼠，成年山蝰則可選擇食用老鼠及鳥類。不過也有許多山蝰是拒絕被餵食的，甚至有山蝰會絕食達五個月之久。山蝰也會為飼養者構成一定的危機。當飼養者要徒手拿起牠們時，它們懂得利用其下顎的長鉤狀尖牙，咬擊接觸者的手指。

## 毒性

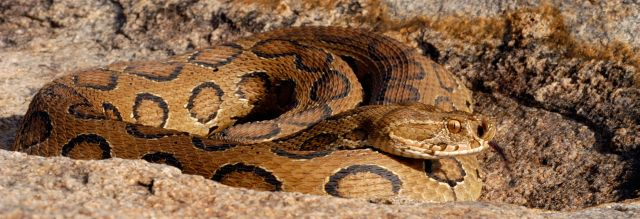
山蝰

山蝰是亞洲最危險的毒蛇之一，成年山蝰的毒素分泌量幅度約由130至250毫克到150至250毫克乃至21至268毫克。在一項調查中顯示，十三條幼蛇（平均長度為79公分）的平均毒素分泌量則約有8至79毫克（中位數45毫克）。
以老鼠為試驗品的LD50測試中，山蝰毒素對老鼠的靜脈注射LD50為0.08-0.31μg/g，腹膜注射為0.40μg/kg，皮下注射為4.75 mg/kg。山蝰的毒性主要由多種不同的毒素組成，當這些毒素分開被測試時，其毒性反應是偏向微弱的。而毒素的毒性亦會因應族群及所經歷的時間而有所變化。
一般中毒後的徵狀主要由傷口疼痛開始，然後立即感受到腫脹。被咬傷中毒後出現流血亦是常見的徵狀，尤其在齒齦位置及分泌唾液時，更有機會出現血絲達20公鐘之久，這是由於血壓急降及心跳率減緩的原因所致；接著傷口所位處的肢體會出現起泡現象，表皮以至附近肌肉組織開始壞死，程度有時還可能相當嚴重。嘔吐、臉部腫大等徵狀也會隨機發生。劇痛會維持二至四週，時間因應肌肉受破壞的程度而定。而在被咬後的兩至三日內，不管是肢體還是軀幹都會是傷口腫脹的高峰階段。如果身體上出現腫脹達1至2個小時的話，這就屬於嚴重的中毒跡象。腫大的傷口附近亦有機會因為紅血球及血漿大量流失而出現血色褪去的現象。當傷者在被咬後的十四天內不能接受有效救治的話，隨著呼吸系統及心臟的破壞，與及出現敗血症等情況，均會導致傷者死亡。
由於山蝰的毒素能有效地誘發血液栓塞現象，因此一些醫療所曾對山蝰毒進行過活體外實驗，測試其對血液凝塊的功效。這種測試在西方命名為「稀釋山蝰毒素時間（Dilute Russell's viper venom time）」。實驗證明，毒素中的凝結劑直接催動了X因子，將V因子及磷脂中的凝血素轉化成凝血脢，稀釋的毒素能於23至27秒間產生凝結作用，確實是頗為有效的凝血劑。另外，在印度，有製作專門針對山蝰毒素的血清，以治療被山蝰咬傷時的中毒現象。

## 分類
根據一些文獻，山蝰尚有幾個有待確認的亞種，包括：
- D. r. limitis，Mertens 1927：主要在印尼發現。
- D. r. pulchella，Gray 1842：主要在斯里蘭卡發現。
- D. r. nordicus，Deraniyagala 1945：主要在北印度發現。

對於山蝰的學名「D. russelii」，西方學者其實尚有不少的爭持。基於一些手笔之誤，「russelii」一詞曾受到多番質疑，因為發現山蝰的學者羅素（Russell），其名字應為「russelli」，但山蝰學名卻普遍被寫成「russelii」，當中只有一個「L」。故此有人表示傾向使用「russellii」，如趙爾宓等。

## 受到模仿

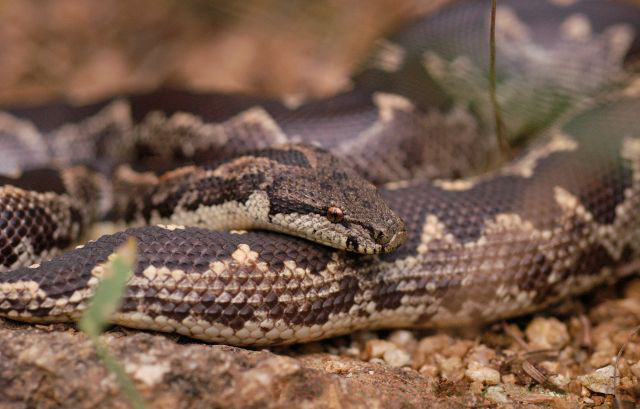
模擬山蝰外表的糙鱗沙蚺（Gongylophis conicus）

一些爬蟲學專家認為，由於山蝰生來擁有可怕的天賦及形象，是一種相當出色的蛇類，因而導致某些蛇類對牠的外貌作出模仿。當中糙鱗沙蚺（Gongylophis conicus）就是一個好例子，實際上牠本身並不是可怕的蛇類，然而卻有著與山蝰相當近似的色彩及紋理，也許是一種倚靠模仿能力自衛的特色。

## 外部連接
- TIGR Reptile Database上的Daboia russelii
- Russell's viper at Michigan Engineering. Accessed 5 September 2007.
- Russell's viper （页面存档备份，存于） at SurvivalIQ （页面存档备份，存于）. Accessed 5 September 2007.
- Mark O'Shea in Sri Lanka （页面存档备份，存于） at Mark O'Shea （页面存档备份，存于）. Accessed 5 September 2007.
- Common Poisonous Snakes in Taiwan at Formosan Fat Tire. Accessed 5 September 2007.
- YouTube上的Video of Daboia russelii. Accessed 5 September 2007.
- YouTube上的Video of Daboia russelii feeding. Accessed 5 September 2007.
- Toxicology （页面存档备份，存于）